# Evangelischer Posaunendienst in Deutschland
Der Evangelische Posaunendienst in Deutschland (EPiD) ist ein eingetragener Verein (e. V.), der als Dachverband 27 deutsche Posaunenwerke und -verbände und damit annähernd alle 5.300 Posaunenchöre mit ca. 90.000 Bläser vertritt. Sein Sitz ist am Ort des geschäftsführenden westfälischen Posaunenwerks in Bielefeld.

## Zweck, Aufgabe
Über den Auftrag des 1994 gegründeten Evangelischen Posaunendienstes heißt es in der Satzung des Vereins:

„Der Verein hat den Zweck, das Evangelium von Jesus Christus durch die Posaunenchormusik weiterzutragen. Es ist seine Aufgabe, die Mitglieder geistlich und musikalisch zu fördern, ihre Zusammenarbeit zu stärken, sie zu beraten sowie gemeinsame Aufgaben wahrzunehmen.“

Der EPiD ist Herausgeber zweier Publikationen, des Magazins POSAUNENCHOR und der Notenausgabe GLORIA. Im vierteljährlich erscheinenden Magazin werden Berichte aus der Arbeit der Werke sowie musikalische Fachartikel, Andachten, Rezensionen, Kurzberichte u. ä. veröffentlicht. Die jährlich im Winter erscheinende Notenausgabe enthält Neukompositionen und Arrangements unterschiedlicher Schwierigkeitsgrade, die vom Musikausschuss ausgewählt werden.
Neben der Koordination der Verbandsarbeit beteiligt sich der EPiD an der Organisation der bläserischen Mitwirkung an den Deutschen Evangelischen und den Ökumenischen Kirchentagen. In der jüngeren Vergangenheit tritt der Verband als Veranstalter des Deutschen Evangelischen Posaunentags auf, der mit achtjährigem Zeitabstand stattfindet. 
Bisher fanden statt: 2008 Leipzig, 2016 Dresden, 2024 Hamburg.

## Mitgliedsverbände
In alphabetischer Reihenfolge
- Posaunenwerk der Evangelischen Landeskirche Anhalts
- Landesarbeit der Evangelischen Posaunenchöre in Baden
- Verband evangelischer Posaunenchöre in Bayern e. V. (VEP)
- Posaunenarbeit der Evangelischen Kirche Berlin-Brandenburg-schlesische Oberlausitz
- Posaunenwerk der Evangelisch-Lutherischen Landeskirche Braunschweigs
- Posaunenwerk der Bremischen Evangelischen Kirche
- Bund Christlicher Posaunenchöre Deutschlands e. V. (bcpd) (freikirchliche Chöre)
- CVJM-Gesamtverband in Deutschland e. V. (Christlicher Verein junger Menschen)
- Bläserarbeit im CVJM-Westbund
- Gnadauer Posaunenbund (Chöre der landeskirchlichen Gemeinschaften)
- Posaunenwerk der Evangelisch-lutherischen Landeskirche Hannovers
- Herrnhuter Brüdergemeine
- Posaunenwerk der Evangelischen Kirche in Hessen und Nassau
- Posaunenwerk der Evangelischen Kirche von Kurhessen-Waldeck
- Posaunendienst in der Lippischen Landeskirche
- Posaunenwerk Hamburg – Schleswig-Holstein (in der Evangelisch-Lutherischen Kirche in Norddeutschland)
- Posaunenwerk Mecklenburg-Vorpommern (in der Evangelisch-Lutherischen Kirche in Norddeutschland)
- Posaunenwerk der Evangelischen Kirche in Mitteldeutschland
- Posaunenwerk der Evangelisch-Lutherischen Kirche in Oldenburg
- Landesverband der Evangelischen Posaunenchöre in der Pfalz
- Posaunenarbeit der Evangelisch-Reformierten Kirche
- Posaunenwerk der Evangelischen Kirche im Rheinland e. V.
- Sächsische Posaunenmission e. V.
- Schaumburg-Lippischer Posaunenchorverband
- Posaunenwerk der Selbständigen Evangelisch-Lutherischen Kirche (SELK)
- Posaunenwerk der Gemeinschaft der Siebenten-Tags-Adventisten
- Posaunenwerk der Evangelischen Kirche von Westfalen
- Posaunenarbeit im Evangelischen Jugendwerk in Württemberg (ejw)

## Geschichte
Der Verein wurde 1994 im Haus Nazareth der Westfälischen Diakonenanstalt in Bethel, einem Stadtteil von Bielefeld, gegründet.
Der EPiD ist der erste freiwillige Zusammenschluss aller evangelischen Posaunenchöre in Deutschland. Der von 1934 bis 1945 bestehende „Verband evangelischer Posaunenchöre Deutschlands“ (VePD) innerhalb der Reichsmusikkammer war nur durch Druck von politischer Seite her entstanden, und das nach dem Krieg gegründete „Posaunenwerk in der EKD“ umfasste nicht alle deutschen Posaunenchöre: Die Bläser im CVJM-Westbund und in Süddeutschland (Württemberg, Baden, Bayern, Pfalz) gehörten nicht dazu. Die ostdeutschen Posaunenwerke mussten nach dem Mauerbau 1961 eine separate „Arbeitsgemeinschaft“ bilden.
Vor 1933 hatte es keinen selbständigen Posaunenchorverband gegeben. Er war auch nicht nötig gewesen, denn seit Gründung der Posaunenchöre im 19. Jahrhundert waren diese Teil der evangelischen Jungmännerarbeit und ihrer Organisationen unter dem Dach des „Reichsverbandes der evangelischen Jungmännerbünde Deutschlands“. Diese Phase endete 1933, als Hitler den nationalsozialistischen Pfarrer Ludwig Müller zum „Reichsbischof“ ernannte, der im Dezember 1933 die evangelischen Jugendverbände in die Hitler-Jugend überführte.
Knapp 60 Jahre später ergab sich mit der Deutschen Einheit die im kirchlichen Raum lang ersehnte Möglichkeit, die evangelischen Posaunenchöre aller Werke und Verbände in Ost und West zu einem einheitlichen Dachverband zusammenzuführen. Bis dahin war die Arbeit in den Strukturen der sie tragenden Kirchen, Konfessionen und Verbände zersplittert. Hinzu kamen die durch die deutsche Teilung vorgegebenen staatlichen Abgrenzungen, die es zu überwinden galt.
Nach dreijähriger Vorbereitungszeit tagten am 24. September 1994 in Bethel 79 Delegierte aus 31 Posaunenwerken und -verbänden, um den neuen Dachverband „Evangelischer Posaunendienst in Deutschland e. V.“ zu gründen. Dem leitenden Amt wurde die Bezeichnung „Leitender Obmann“ verliehen. Neben den Vorstand wurden ein „Posaunenrat“ gebildet, in dem jeder Verband vertreten ist, sowie vier Ausschüsse (Theologie, Musik, Finanzen und Öffentlichkeitsarbeit). Das bis dahin bestehende „Posaunenwerk in der EKD“ hatte nach der Gründung seinen Zweck als Teildachverband erfüllt und konnte aufgelöst werden. Alle historisch gewachsenen und regional und kirchlich unterschiedlich geprägten Werke und Verbände behielten unter dem gemeinsamen neuen Dach ihre Selbständigkeit. Seither koordinieren sie ihre Arbeit vereint unter dem gemeinsamen Auftrag: „Lobet den Herrn mit Posaunen!“ (Psalm 150).
Erster Leitender Obmann des EPiD war Pfarrer Holger Gehrke aus Bremen, ihm folgten ab 2003 Pfarrer Friedemann Schmidt-Eggert aus Erpel und von 2007 bis 2014 Pfarrer Bernhard Silaschi aus Bad Oeynhausen nach. Im September 2014 übernahm Pfarrer Rolf Bareis aus Königsbronn das Amt bis zum Frühjahr 2022, ehe Frank Moewes Pfarrer aus Mainburg am 19. März 2022 zum neuen Leitenden Obmann gewählt wurde. Vorsitzender des Vereins ist Regionalbischöfin Marianne Gorka aus Lüneburg.

## Posaunentage

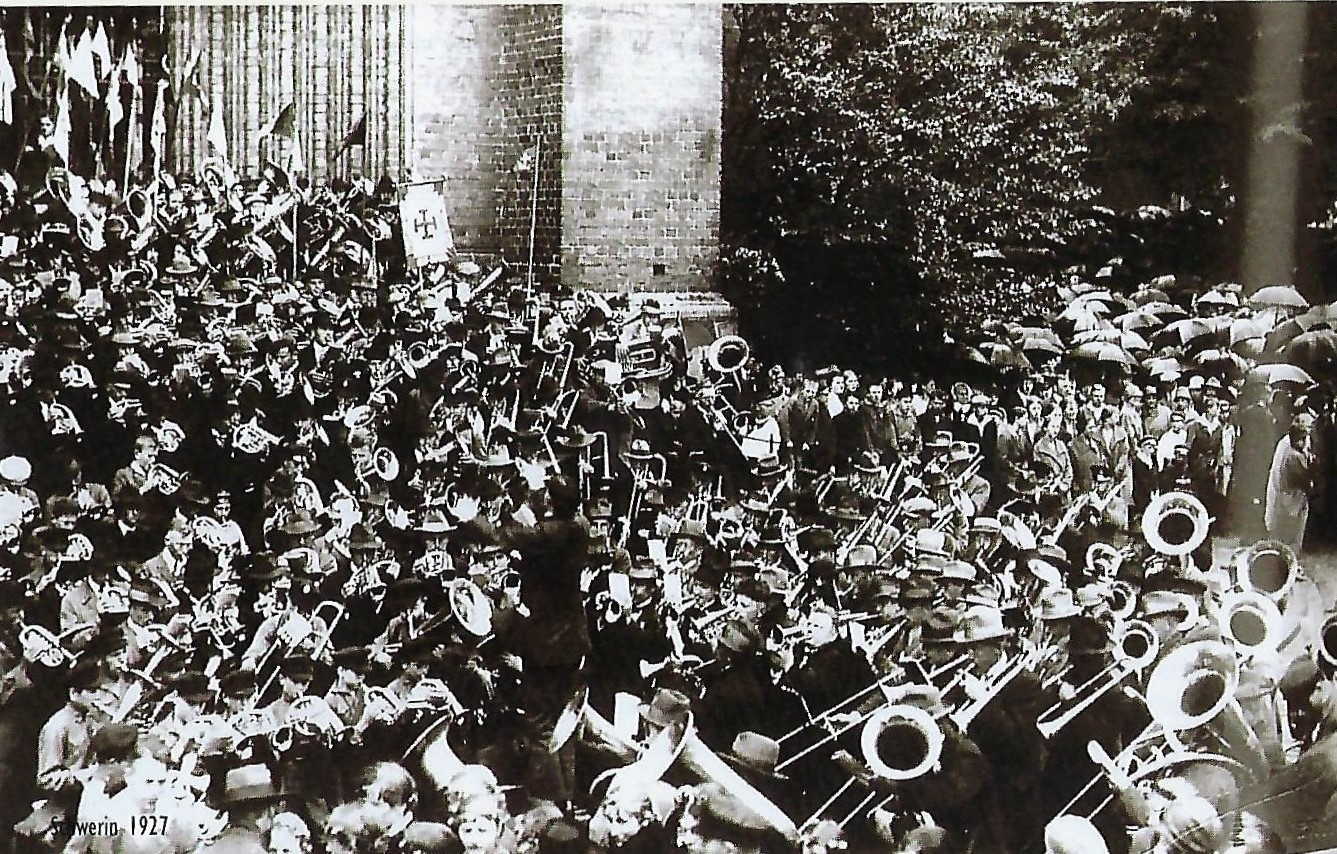
Posaunenfest Schwerin (1927)

In den Mitgliedsverbänden finden regelmäßig größere Treffen der Posaunenchöre auf Kreis- oder Bezirksebene statt und in bestimmten Abständen (je nach Verband alle zwei bis fünf Jahre) Landesposaunentage; beim CVJM-Westbund und dem Bund christlicher Posaunenchöre werden die verbandsweiten Bläsertreffen „Bundesposaunentage“ genannt, beim Gnadauer Posaunenbund „Bundesposaunenfest“. Dabei kommen teilweise mehrere tausend Bläser zusammen. Zahlenmäßig ist der Württembergische Landesposaunentag der größte; alle zwei Jahre treffen sich 8000 bis 9000 Musikanten in Ulm.
Seit den Anfängen der Posaunenchorbewegung im 19. Jahrhundert in Westfalen haben deren „Väter“, Eduard Kuhlo und sein Sohn Johannes, Posaunentage durchgeführt, ab 1874 im Herforder Münster und später in Bethel bei Bielefeld. Bekannt wurde Johannes Kuhlo auch durch seine Kaiserhuldigungen in Westfalen in den Jahren 1899/1900, als tausende von Sängern und Bläsern zusammen musizierten.
Der „1. Reichs-Posaunentag“ mit rund 4500 Bläsern fand im Oktober 1936 in Bielefeld statt – anlässlich des 80. Geburtstages des „Posaunengenerals“ und ehemaligen Reichsposaunenwartes Johannes Kuhlo. Der Zweite Weltkrieg verhinderte dann weitere solche Großveranstaltungen. Erst 1956, als es längst schon wieder Landesposaunentage der verschiedene Werke und Verbände gab, wurde der „2. Deutsche Evangelische Posaunentag“ mit 6000 Bläsern in Dortmund vom 5. bis 8. Oktober aus Anlass des 100. Geburtstages des 1941 verstorbenen Johannes Kuhlo durchgeführt.
2008 veranstaltete der EPiD den Deutschen Evangelischen Posaunentag, der vom 30. Mai bis zum 1. Juni unter dem Motto „OhrenBlickmal“ unter Beteiligung von mehr als 16.000 Bläsern in Leipzig stattfand. Hauptkonzertorte waren der Augustusplatz im Stadtzentrum und das Leipziger Zentralstadion mit einem feierlichen und stimmungsvollen Abschlussgottesdienst am Schlusstag. Der 2. Deutsche Evangelische Posaunentag fand vom 3. bis zum 5. Juni 2016 in Dresden, der 3. Deutsche Evangelische Posaunentag vom 3. bis zum 5. Mai 2024 in Hamburg statt. Das Motto für die Veranstaltung lautete „mittenmang“, also so viel wie „mittendrin“.